# Polioptila bilineata
La perlita cejiancha, perlita frentiblanca o perlita cejas anchas (Polioptila bilineata) es una especie de ave paseriforme de la familia Polioptilidae perteneciente al  numeroso género Polioptila; hasta el año 2021 era tratada como un grupo de subespecies de la perlita tropical Polioptila plumbea. Es nativa de México, Centroamérica y del noroeste de Sudamérica.

## Distribución y hábitat
Se distribuye desde el sureste de México, por la pendiente del Golfo y caribeña de Belice, Guatemala, Honduras, Nicaragua, y también por la pendiente del Pacífico de Costa Rica y Panamá, y por las pendientes del Caribe y del Pacífico del norte y oeste de Colombia, hacia el sur a oeste de los Andes, por el oeste de Ecuador hasta el centro oeste de Perú, en Colombia también por el valle del Cauca hacia el sur hasta el suroeste del país.
Esta especie es considerada común en una variedad de hábitats, que incluye bordes de selvas, pastizales altos, plantaciones de café, selvas húmedas maduras, crecimientos secundarios, matorrales áridos y manglares. Principalmente por debajo de los 1000 m de altitud.

## Sistemática

### Descripción original
La especie P. bilineata fue descrita por primera vez por el naturalista francés Charles Lucien Bonaparte en 1850 bajo el nombre científico Culicivora bilineata; su localidad tipo es: «Cartagena, Colombia».

### Etimología
El nombre genérico femenino «Polioptila» es una combinación de las palabras del griego «polios» que significa ‘gris’, y «ptilon» que significa ‘plumaje’; y el nombre de la especie «bilineata» proviene del latín moderno «bilineatus» que significa ‘de doble banda’.

### Taxonomía
El presente grupo de subespecies fue tradicionalmente tratado dentro del complejo Polioptila plumbea hasta el año 2021 en que fue separado con base en los estudios filogenéticos de Smith et al. (2018) que comprobaron que era hermana de Polioptila albiventris. La separación fue reconocida en la Propuesta 2021-A-7 al Comité de Clasificación de Norte y Mesoamérica (N&MACC).

### Subespecies
Según las clasificaciones del Congreso Ornitológico Internacional (IOC) y Clements Checklist/eBird v.2021 se reconocen cinco subespecies, con su correspondiente distribución geográfica:
- Polioptila bilineata brodkorbi Parkes, 1979 – tierras bajas del sur de México (este de Veracruz y noreste de Oaxaca hacia el este hasta el este de la península de Yucatán) al sur a través de las tierras bajas del norte y centro de Guatemala y Belice hasta el norte de Costa Rica.
- Polioptila bilineata superciliaris Lawrence, 1861 – tierras bajas desde el centro norte de Costa Rica al su hasta el sur de Panamá, posiblemente hasta el norte de Colombia.
- Polioptila bilineata cinericia Wetmore, 1957 – isla Coiba, litoral de Panamá.
- Polioptila bilineata bilineata (Bonaparte, 1850) – 	costa del Caribe y del Pacífico del noroeste de Colombia hacia el sur, a occidente de los Andes, hasta el noroeste de Perú (noroeste de La Libertad).
- Polioptila bilineata daguae Chapman, 1915 – alto valle del Cauca (centro de Valle al sur hasta el centro sur de Cauca), en el sur de Colombia.